# Hanni Ossott
Hanni Ossott (Caracas, Venezuela, 14 de febrero de 1946-Ibídem, 31 de diciembre de 2002) fue una poetisa, profesora, traductora, ensayista y crítica de arte venezolana. Se desempeñó durante más de veinte años como docente en la Escuela de Letras en la Universidad Central de Venezuela. 

## Biografía

### Inicios
Nació en Caracas. Sus padres fueron Hans Ossott Machado y Magdalena Lipfert de Ossott, ambos de origen alemán. 
Su madre murió cuando Hanni contaba con tres años de edad. Su familia le ocultó el hecho por mucho tiempo en un intento por protegerla del sufrimiento y este hecho traumático marcó el resto de su vida. Despertó en ella una gran sensibilidad poética, espiritual y una percepción única de la existencia. La madre es una figura importante en algunos de sus libros de poesía, especialmente en Casa de aguas y de sombra, el libro en el que aborda la temática de la infancia.

### Trayectoria literaria
A sus 21 años ingresó a cursar estudios en la Escuela de Letras, Facultad de Humanidades y Educación, de la Universidad Central de Venezuela. En 1971 se casó con el psiquiatra Alejandro Otero (hijo).
Se licenció en 1975 y comenzó a dictar seminarios: "Historia del afiche" y "Hölderlin y la imagen", en el Instituto de Diseño Neumann (actual Prodiseño).
En 1978 asumió la cátedra "Necesidades expresivas" en la Escuela de Letras y a lo largo de la década siguiente dictó los cursos "Poesía y poetas","Literatura y vida","Lo apolíneo y lo dionisíaco", "Literatura alemana"; además, se desempeñó como Jefa del Departamento de Disciplinas Paraliterarias.
Estuvo muy interesada en la obra de los griegos y viajó a Grecia a cursar estudios sobre Platón y Heráclito en la Universidad de Atenas. En esa época dominaba siete idiomas: italiano, francés, latín, inglés, alemán, español y griego. De igual forma, estudió ampliamente la obra de Friedrich Nietzsche.
Desilusionada por su experiencia académica en Atenas decidió irse a Londres a cursar estudios de filosofía, por consejo de su amigo el historiador Manuel Caballero, quien por entonces cursaba estudios de posgrado en Oxford. A los meses, contrajo nupcias con Caballero.
Tradujo a poetas como Rainer Maria Rilke, D.H. Lawrence y Emily Dickinson, influencias decisivas en su propia obra. Fue también crítica de arte y publicó varios libros de ensayos sobre poesía.
Aunque trató diversas temáticas, el abordaje de su poesía tiende a estar vinculado con la nocturnidad, la casa, el dolor y la muerte.
Sus poemas fueron traducidos al inglés por Luis Miguel Isava y publicados en 2017

### Muerte
Tras varios años de reclusión en una casa de reposo, falleció en el año 2002. Hubo diversas especulaciones ante la posibilidad de que su muerte haya sido un suicidio y otras que afirmaron que se trató de causas naturales.
Sus cenizas fueron esparcidas en los jardines de la Facultad de Humanidades y Educación de la UCV, donde Ossott había ejercido la docencia durante 20 años.

## Premios
- 1976: Premio Nacional en la II Bienal de Poesía Ramos Sucre, por su obra Formas en el sueño figuran infinito

- 1987: Premio Municipal de Literatura Mención Prosa
- 1988: Premio CONAC de Poesía Francisco Lazo Martí

## Obras

### Poesía
- Espacios para decir lo mismo (1974)
- Espacios en disolución (1976)
- Formas en el sueño figuran infinitos (1976)
- Memoria en ausencia de imagen, memoria del cuerpo (1979)
- Espacios de ausencia y de luz (1982)
- Hasta que llegue el día y huyan las sombras (1983)
- Plegarias y penumbras (1986)
- El reino donde la noche se abre (1987)
- Cielo, tu arco grande (1989)
- Casa de agua y de sombras (1992)
- El circo roto (1996)

### Ensayo
- Memoria en ausencia de imagen / Memoria del cuerpo (1986)
- Imágenes, voces y visiones. Ensayos sobre el habla poética (1987)
- Memoria de una poética (1986)
- Cómo leer la poesía (2002)